# GOFAI
U filozofiji veštačke inteligencije, GOFAI („Dobra staromodna veštačka inteligencija“) je klasična simbolička VI, za razliku od drugih pristupa, kao što su neuronske mreže, situirana robotika, uska simbolička AI ili neuro-simbolička AI. Termin je skovao filozof Džon Haugeland u svojoj knjizi Veštačka inteligencija: sama ideja iz 1985. godine.
Haugeland je skovao termin da odgovori na dva pitanja:
- Može li GOFAI proizvesti veštačku inteligenciju na ljudskom nivou u mašini?
- Da li je GOFAI primarni metod koji mozak koristi za prikazivanje inteligencije?

Osnivač veštačke inteligencije Herbert A. Sajmon je 1963. godine spekulisao da su odgovori na oba ova pitanja „da“. Njegov dokaz je izvođenje programa koje je napisao kao koautor, kao što su Logički teoretičar i Generalni rešavač problema, i njegovo psihološko istraživanje o rešavanju ljudskih problema.
Istraživanje veštačke inteligencije tokom 1950-ih i 60-ih imalo je ogroman uticaj na intelektualnu istoriju: inspirisalo je kognitivnu revoluciju, dovelo do osnivanja akademskog polja kognitivne nauke i bilo je suštinski primer u filozofskim teorijama kompjuterizma, funkcionalizma i kognitivizma u etici i psihološke teorije kognitivizma i kognitivne psihologije. Specifičan aspekt istraživanja veštačke inteligencije koji je doveo do ove revolucije bio je ono što je Haugeland nazvao „GOFAI”.

## Literatura
- Haugeland, John (1985), Artificial Intelligence: The Very Idea, Cambridge, Mass: MIT Press, ISBN 0-262-08153-9
- Boden, Margaret (2014), „GOFAI”,  Ур.: Keith Frankish; William M. Ramsay, The Cambridge Handbook of Artificial Intelligence, Cambridge University Press, стр. 89—107, ISBN 9781139046855, „Good Old-Fashioned AI – GOFAI, for short – is a label used to denote classical, symbolic, AI. The term “AI” is sometimes used to mean only GOFAI, but that is a mistake. AI also includes other approaches, such as connectionism (of which there are several varieties: see Chapter 5), evolutionary programming, and situated and evolutionary robotics.”
- Segerberg, Krister; Meyer, John-Jules; Kracht, Marcus (лето 2020), „The Logic of Action”,  Ур.: Zalta, Edward N., The Stanford Encyclopedia of Philosophy, „[T]here is a tradition within AI to try and construct these systems based on symbolic representations of all relevant factors involved. This tradition is called symbolic AI or ‘good old-fashioned’ AI (GOFAI).”
- Newell, Allen; Simon, H. A. (1963), „GPS: A Program that Simulates Human Thought”,  Ур.: Feigenbaum, E.A.; Feldman, J., Computers and Thought, New York: McGraw-Hill
- Touretzky, David S.; Pomerleau, Dean A. (1994), „Reconstructing Physical Symbol Systems”, Cognitive Science, 18 (2): 345–353, doi:10.1207/s15516709cog1802_5
- Nilsson, Nils (2007),  Lungarella, M., ур., „The Physical Symbol System Hypothesis: Status and Prospects” (PDF), 50 Years of AI, Festschrift, LNAI 4850, Springer, стр. 9—17
- Russell, Stuart J.; Norvig, Peter. (2021). Artificial Intelligence: A Modern Approach (4th изд.). Hoboken: Pearson. ISBN 9780134610993. LCCN 20190474.
- Dreyfus, Hubert (1979), What Computers Still Can't Do, New York: MIT Press.
- Newell, Allen; Simon, H. A. (1976), „Computer Science as Empirical Inquiry: Symbols and Search”, Communications of the ACM, 19 (3): 113—126, doi:10.1145/360018.360022